# Раутио, Эрик Карлович
Эрик Карлович Ра́утио (1926—1989) — артист Национального театра Карелии, солист-кантелист, руководитель ансамбля кантелистов Государственного ансамбля песни и танца «Кантеле». Заслуженный артист Карельской АССР. Заслуженный артист РСФСР (1977).

## Биография
Сын известного карельского композитора Карла Эриковича Раутио.
В 1939 г. окончил школу в г. Петрозаводске, переехал в с. Ухта.
С 1941 г. — эвакуирован в Омскую область, артист Финского драматического театра.
С 1942 г. — работал в ансамбле «Кантеле» в Белозерске.
С 1945 г. — руководитель духового оркестра Финского драмтеатра в г. Олонце.
С 1949 г. — художественный руководитель оркестра в Ухте.
С 1950 г. — работал в ансамбле «Кантеле», играл на кантеле-бас.
Похоронен на Петрозаводском Сулажгорском кладбище

## Награды
- Орден Дружбы народов (1986).
- Медаль «За трудовое отличие» (1956).
- Медаль «За трудовое отличие» (29 октября 1951)[2].
- Медаль «За доблестный труд в Великой Отечественной войне 1941—1945 гг.» (1946).
- Заслуженный артист РСФСР (1977).
- Заслуженный артист Карельской АССР.